# Арта (дим)
А́рта (греч. Δήμος Αρταίων)  — община (дим) в Греции. Входит в одноимённую периферийную единицу в периферии Эпире. Население 43 166 жителей по переписи 2011 года. Площадь 457,248 квадратного километра. Плотность 94,4 человека на квадратный километр. Административный центр — Арта. Димархом на местных выборах 2014 года избран Христос Циройанис (Χρήστος Τσιρογιάννης).
Община создана в 1883 году (ΦΕΚ 126Α). В 2010 году по программе «Калликратис» (ΦΕΚ 87Α) к общине Арте присоединены упразднённые общины Амвракикос, Влахерна, Ксировуни, Филотеи.

## Административное деление

Административное деление общины:
1 — Арта
2 — по часовой стрелке снизу: Амвракикос, Филотеи, Ксировуни, Влахерна

Община (дим) Арта делится на пять общинных единиц.